# Mariam-uz-Zamani
Mariam-Uz-Zamani, hay còn được gọi với cái tên phổ biến là Jodha Bai hoặc Nandini, (10 tháng 1 năm 1592 - ngày 19 tháng 5 năm 1677) là hoàng hậu của đế chế Mughal. Bà là vợ cả (Padishah Begum) của Hoàng đế Shah Jahan và là mẹ của Hoàng đế Mughal kế tiếp Aurangzeb, một trong hai người con duy nhất của bà, người còn lại là Jahanara Begum. Bà cũng là bà nội của Hoàng đế Mughal thứ bảy là Bahadur Shah I.
Mariam-Uz-Zamani được gọi là Thái mẫu  của Ấn Độ, trong thời gian con của bà trị vì, Hoàng đế Aurangzeb. Bà cũng là vị hoàng hậu Mughal tại vị lâu nhất hơn 43 năm.
Bà được biết đến rộng rãi trong sử sách Ấn Độ là một người phụ nữ khôn ngoan và khoan dung, mộ đạo và dũng cảm.

## Đầu đời
Mariam-uz-Zamani sinh năm 1542, là con gái của Raja Bharmal xứ Amer và vợ Rani Champavati. Ông bà nội của cô là Raja Prithviraj Singh I và Apurva Devi.
Đến hiện tại tên thật của cô vẫn không được xác minh. Trên thực tế, 'Mariam-uz-Zamani' là cái tên mà cô được Akbar tặng cho nhân dịp sinh nhật của Jahangir - con trai hai người. Đây cũng là cái tên mà những nhà chép sử dùng để đề cập đến cô trong toàn bộ biên niên sử Mughal đương đại, bao gồm cả cuốn tự truyện của Jahangir, Tuzk-e-Jahangiri. Các sử gia sau này cũng có một số ý kiến khác nhau về tên thật của cô. Trong gia phả thế kỷ 18 của gia tộc cô, Mariam được gọi là 'Harkhan Champavati'.  Một số tên khác được các sử gia dự đoán từ nhiều vật chứng lịch sử khác nhau bao gồm: Harkha Bai, Jiya Rani, Maanmati, Harika và Shahi-Bai. Tuy nhiên, cái tên mà cô được biết đến nhiều nhất ở thời hiện đại là 'Jodha Bai'.